# Bernardo Silvestre
Bernard Silvestre, latinizado como Bernardus Sylvestris, (c. 1100-c. 1165, o bien c. 1075-c. 1126, según Benoît Patar) poeta y filósofo francés del siglo XII que escribió en latín y no hay que confundir con Bernard de Chartres.

## Biografía
Muy pocos datos se poseen sobre su trayectoria vital; solamente que en 1147 presentó su obra más importante, la Cosmographia o De mundi universitate al papa Eugenio III. Se formó en las teorías pitagóricas insertas en el Platonismo de la Escuela de Chartres, en particular en el Timeo, pero asimiló fuertemente la ciencia árabe, en especial la Astrología, y lecturas paganas (Ovidio, Boecio, Juvenal, Manilio) en su De mundi Universitate, un prosimetrum (mezcla de prosa y verso habitual en la Edad Media) en que describe la formación del mundo por la mente divina (nous), asistida por Naturaleza y otras figuras mitológicas y alegóricas (Urania, Physis, Genius, etc.) expresión de las fuerzas naturales a las que está confiada la formación del ornatus del hombre. Mezcla en este libro además el Génesis, Platón, Plinio  el Viejo, Calcidio, Macrobio, etc. en un estilo rebuscado, oscuro y confuso, por lo cual las interpretaciones que se han dado de la obra son muy diversas: panteísta (Alexandre Clerval), mitóloga (Carl Sigmund Barach y Johann Wrobel), paganismo relacionado con el cristianismo (Lynn Thorndike), expositora del Génesis a la luz y en el marco de Platón y Calcidio (Etienne Gilson), monista (Maurice de Wulf), etc. Para Bernardo de Tours, hay dos mundos, al estilo platónico, pero dotado cada uno de una Trinidad: la Trinidad supercósmica (el Padre o Tugaton, el Hijo o Nous y el Espíritu Santo) y la Trinidad cósmica (La Entelequia o alma del mundo, la Naturaleza y la Imarmene, o ley necesaria que rige la producción y sucesión de las cosas). La creación, pues, no la realiza Dios directamente, sino a través del Nous, del alma del mundo y de la Naturaleza. El hombre es compendio de todo y está hecho de los cuatro elementos (el cuerpo) y del resto del alma del mundo (alma).
En su Mathematicus y su Experimentarius (traducciones de un tratado astrológico y de otro  geomántico siriacos de Albumasar y Thâbit ibn Qurra al que preceden introducciones) el naturalismo platónico se corona con una conclusión astrológica. En cuanto a un Comentario a los seis primeros libros de la Eneida de Virgilio que se le atribuye, interpreta desde el sentido moral, como si encontrase ocultos en sus seis libros las seis etapas de la vida humana. Así, estaría alegorizado el crecimiento del espíritu humano (Eneas) al dejar atrás el mundo sensible (Dido) y ascender al mundo de ultratumba a contemplar al Padre.

## Obras
- Cosmographia (o De Mundi universitate sive Megacosmus et Microcosmus, 1147), traducido al francés por M. Lemoine, Bernard Silvestre. Cosmographie. introduction, traduction et notes, Cerf, 1998.
- "Experimentarius", en Revista critica di storia della filosofia, XIV (1959), p. 283-342.
- "Mathematicus", trad. an. en Archives d'histoire doctrinale et littéraire du Moyen Âge, LXII (1996), p. 209-283.